# Striježevica (Doboj, BiH)
Striježevica je naseljeno mjesto u sastavu općine Doboj u Republici Srpskoj u BiH.

## Povijest
Striježevica se do Domovinskoga rata nalazila u sastavu općine Maglaj. 

## Stanovništvo
| Striježevica       |               |               |               |
| godina popisa      | 1991.         | 1981.         | 1971.         |
| Srbi               | 588 (98,49 %) | 696 (99,28 %) | 725 (98,90 %) |
| Hrvati             | 2 (0,33 %)    | 0             | 1 (0,13 %)    |
| Muslimani          | 0             | 0             | 1 (0,13 %)    |
| Jugoslaveni        | 4 (0,67 %)    | 2 (0,28 %)    | 0             |
| ostali i nepoznato | 3 (0,50 %)    | 3 (0,42 %)    | 6 (0,81 %)    |
| ukupno             | 597           | 701           | 733           |